# L'Ombre de la victoire
L'Ombre de la victoire (titre original : Shadow of Victory) est un roman de science-fiction écrit par David Weber, publié en 2016 aux États-Unis puis en France en 2018 en deux tomes,. Il s'agit d'un roman secondaire de la série Honor Harrington, quatrième d'une sous-série nommée Saganami.

## Résumé
L'Ombre de la Victoire" suit les événements qui se déroulent dans l'univers de la série Honor Harrington. L'histoire se concentre sur les tensions politiques et militaires entre différents factions humaines dans un contexte spatial. Alors que la guerre fait rage entre les différentes nations et groupes, les protagonistes doivent naviguer à travers des intrigues politiques complexes et des batailles spatiales dangereuses. Le livre dénonce les dilemmes moraux auxquels sont confrontés les personnages principaux alors qu'ils luttent pour leurs idéaux et leurs convictions dans un univers en proie au chaos et à la violence.